# Идеализм
Идеали́зм (фр. idéalisme, через лат. idealis от др.-греч. ἰδέα — идея) — термин для обозначения широкого спектра философских концепций и мировоззрений, в основе которых лежит утверждение о первичности идеи по отношению к материи (см. Основной вопрос философии) в сфере бытия. 
Во многих историко-философских трудах проводится дихотомия, считающая противопоставление идеализма материализму как сущность философии (см. Монизм). Категории материализма и идеализма во все эпохи являются историческими категориями. Применяя их, всегда нужно учитывать ту историческую их окраску и, в частности, ту эстетическую значимость, которую они получают в связи с разными периодами исторического развития, в связи с отдельными философами и культурологами и в связи с бесконечно разнообразной пестротой результатов и произведений философов и культурологов. Абстрактный идеализм в чистом виде и абстрактный материализм в чистом виде являются крайними противоположностями философского мировоззрения, не отвергающими, но предполагающими бесчисленное количество их совмещений с бесконечно разнообразной дозировкой.
Идеализм утверждает первичность в сфере бытия идеального духовного по отношению к материальному. Термин «идеализм» появился только в XVIII веке. Впервые его употребил Лейбниц, говоря о философии Платона. 
Выделяются две основные ветви идеализма: объективный идеализм и субъективный идеализм.

## История использования термина
Формулировку, которую можно считать предшественницей учения о двух философских направлениях, приводит Чужеземец из Элеи в диалоге Платона «Софист»:

У них, кажется, происходит нечто вроде борьбы гигантов из-за спора друг с другом о бытии. … Одни все совлекают с неба и из области невидимого на землю, как бы обнимая руками дубы и скалы … и признают тела и бытие за одно и то же… Поэтому-то те, кто с ними вступает в спор, предусмотрительно защищаются как бы сверху, откуда-то из невидимого, решительно настаивая на том, что истинное бытие — это некие умопостигаемые и бестелесные идеи; тела же, о которых говорят первые, и то, что они называют истиной, они, разлагая в своих рассуждениях на мелкие части, называют не бытием, а чем-то подвижным, становлением. Относительно этого между обеими сторонами, Теэтет, всегда происходит сильнейшая борьба.
Философы XVII—XVIII веков постоянно оперировали термином «идея», но термин «идеализм» у них встречался редко (он отсутствует у Локка, Юма, Гельвеция). В работе 1699 году Джон Локк написал о «фантазии идеистов».
Считается, что впервые этот термин был употреблён в статье Лейбница 1702 года «Ответ на размышления Бейля». Философ писал: «Все, что есть хорошего в гипотезах Эпикура и Платона — величайших материалистов и величайших идеалистов, объединяется здесь», то есть в доктрине предустановленной гармонии Лейбница.
По словам Дидро, относящимся к Беркли: «Идеалистами называют философов, которые, признавая известным только свое существование и существование ощущений, сменяющихся внутри нас, не допускают ничего другого. Экстравагантная система.»
Кант в «Критике чистого разума» определил, что «идеализм (материальный) есть теория, провозглашающая существование предметов в пространстве вне нас или только сомнительным и недоказуемым» (проблематический идеализм Декарта), «или ложным и невозможным» (догматический идеализм Беркли). Такой идеализм Кант опровергал, противопоставляя ему свое учение — трансцендентальный (формальный) идеализм, согласно которому «все предметы возможного для нас опыта суть не что иное, как явления, то есть только представления, которые в том виде, как они представляются нами, а именно как протяженные сущности или ряды изменений, не имеют существования сами по себе, вне нашей мысли».
Шеллинг в 1800 году дал своему труду заглавие «Система трансцендентального идеализма» и определил его цель так — «расширить трансцендентальный идеализм до тех пределов, которые позволят ему стать тем, чем он действительно должен быть, а именно системой всего знания».
По определению Гегеля в «Науке логики»: «Философский идеализм состоит только в том, что конечное не признается истинно сущим». По его мнению, всякая философия, заслуживающая своего имени, есть идеализм, и «при рассмотрении той или иной философии важно знать прежде всего то, насколько последовательно она проводит этот принцип», а зависит это «прежде всего от того, остается ли самостоятельно существовать наряду с для-себя-бытием еще и конечное наличное бытие, а затем и от того, положен ли в бесконечном уже сам момент „для-одного“ — отношение идеального к себе как к идеальному». Гегель писал: «субъективный идеализм, высказывается ли он и устанавливается как бессознательный идеализм сознания вообще или сознательно как принцип, относится лишь к той форме представления, согласно которой то или иное содержание есть мое содержание», такой идеализм он называл формальным. В своих трудах Гегель говорил об идеализме Мальбранша, лейбницевском идеализме, трансцендентальном идеализме (системе Канта), субъективном идеализме (системе Фихте) и объективном идеализме (системе Шеллинга).
К. Маркс, пересказывая учение Б. Бауэра, писал в «Святом семействе»: «истиной материализма является противоположность материализма — абсолютный, то есть исключительный, необузданный идеализм». По словам Маркса в «Тезисах о Фейербахе», так как в предшествующем материализме действительность бралась только как объект, созерцание, «деятельная сторона, в противоположность материализму, развивалась идеализмом, но только абстрактно, так как идеализм, конечно, не знает действительной, чувственной деятельности как таковой».
По определению Ф. Энгельса в работе 1886 года «Людвиг Фейербах и конец классической немецкой философии», принятому в советской философии как непререкаемая догма: «Те [философы], которые утверждали, что дух существовал прежде природы, и которые, следовательно, в конечном счете, так или иначе признавали сотворение мира … составили идеалистический лагерь. Те же, которые первичным считали природу, примкнули к различным школам материализма. Ничего другого первоначально и не означают выражения: идеализм и материализм, и только в этом смысле они здесь и употребляются». Неточность Энгельса здесь в том, что зависимость природы от духа он отождествлял с предшествованием во времени, хотя далеко не во всех системах это так.
В официальной советской «Истории философии» (изданной в 1957—1965 годах) говорилось: «Предметом истории философии как науки является история развития философской мысли на различных ступенях развития общества, прежде всего история зарождения, формирования, развития основных философских направлений — материализма и идеализма, их взаимной борьбы. … При этом, как правило (за редким исключением), материализм выражает мировоззрение передовых, прогрессивных сил общества, а идеализм, хотя и не всегда, представляет мировоззрение отживающих, консервативных и реакционных сил общества». Тем самым, советские историки философии обязаны были находить и находили борьбу материализма и идеализма начиная с древнего Египта и Вавилона и вплоть до современности.
Трактовка истории философии других эпох с помощью понятий, выработанных европейской мыслью, широко распространена, особенно в XIX — первой половине XX века. Например, во введении к своему двухтомному труду «Индийская философия» С. Радхакришнан писал: «Если мы отвлечемся от множества мнений и обратимся к общему духу индийской мысли, мы увидим, что она склонна объяснять природу и жизнь на основе монистического идеализма, хотя эта тенденция является столь гибкой, живой и многогранной, что принимает много форм и проступает даже во взаимно враждебных учениях». Одну из глав своего труда он озаглавил «Этический идеализм раннего буддизма».
Все последователи Канта естественным образом рассматривали себя в качестве идеалистов. Представители школы абсолютного идеализма, сложившейся в британской философии во второй половине XIX века (Брэдли, Мак-Таггарт, Коллингвуд), рассматривали себя как последователей Гегеля.
Хайдеггер в «Бытии и времени» избегал термина «идеализм», хотя писал, что «вся философия после Платона есть „идеализм“ в том однозначном смысле слова, что бытие отыскивается в идее, в идейном и идеальном». Гегелевскую систему он называл «спекулятивным идеализмом».
Философы второй половины XX века редко использовали термин «идеализм» не только для самоидентификации, но как критерий изучения. Зато широко распространился термин «идеология».

## Значения термина (согласноЭСБЕ)
Идеализм имеет различные, но связанные между собою значения, которые могут быть расположены в последовательный ряд по мере углубления понятия.
В самом обыкновенном и поверхностном смысле под идеализмом разумеют наклонность к более высокой, чем следует, оценке лиц и жизненных явлений, то есть к идеализации действительности; так идеалистом называют, напр., человека, который верит в доброту и честность всех своих ближних и старается все их поступки объяснять достойными или, по крайней мере, невинными побуждениями; в этом значении идеализм есть почти синоним оптимизма.
Далее идеализмом называется преобладание у кого-либо общих интересов над частными, умственных и нравственных — над материальными.
Сходный с этим, но более глубокий смысл получает идеализм, когда им обозначается сознательное пренебрежение реальными практическими условиями жизни вследствие веры в могущество и торжество высших начал нравственного или духовного порядка. Указанные три вида принадлежат к идеализму психологическому, выражающему известное душевное настроение и субъективное отношение в действительности практической. Далее следуют различные типы идеализма собственно философского, представляющего некоторое теоретическое отношение ума к действительности, как мыслимой.

### Философский идеализм

#### Идеализм в понимании Платона
Идеализм Платоновского или дуалистического типа, основан на резком противоположении двух областей бытия: мира умосозерцаемых идей, как вечных и истинных сущностей, и мира чувственных явлений, как бытия текущего неуловимого, только кажущегося, лишенного внутренней силы и достоинства; при всей призрачности видимого бытия, оно имеет, однако, в этой системе самостоятельную основу, независимую от мира идей, именно материю, представляющую нечто среднее между бытием и небытием.

#### Идеализм в понимании Дж. Беркли
Этот осадок реализма окончательно уничтожается в идеализме Берклеевского типа; здесь единственною основою всего признается бытие духовное, представляемое божеством с одной стороны и множеством тварных умов — с другой; действием первого на последних возникают в них ряды и группы представлений или идей (в англо-французском смысле этого слова; см. ниже), из коих некоторые, более яркие, определенные и сложные, — суть то, что называется телами или вещественными предметами; таким образом, весь физический мир существует только в идеях ума или умов, а материя есть только пустое отвлечение, которому лишь по недоразумению философов приписывается самостоятельная реальность. Эти два вида идеализма (Платона и Беркли) обозначаются иногда как догматический идеализм, так как он основан на известных положениях о сущности вещей, а не на критике наших познавательных способностей.

#### Идеализм английской школы
Идеализм английской школы, своеобразно сочетавшийся с эмпиризмом и сенсуализмом. Эта точка зрения отличается от Берклеевской тем, что не признает никаких духовных субстанций и никакого самостоятельного субъекта или носителя психических явлений; все существующее сводится здесь к рядам ассоциированных идей или состояний сознания без особых субъектов, как и без реальных объектов. Этот взгляд, вполне развитый лишь в XIX в. (Миллем), уже в XVIII в. (у Юма) обнаружил свою несовместимость с каким бы то ни было достоверным познанием.

#### Немецкая школа
Чтобы предотвратить роковой для науки скептицизм Юма, Кант предпринял свою критику разума и основал Идеализм трансцендентальный, согласно которому доступный нам мир явлений, кроме зависимости своей от эмпирического материала ощущений, определяется, в своем качестве познаваемого, внутренними априорными условиями всякого познания, именно формами чувственности (пространством и временем), категориями рассудка и идеями разума; таким образом, все предметы доступны нам лишь своею идеальною сущностью, определяемою функциями нашего познающего субъекта, самостоятельная же, реальная основа явлений лежит за пределами познания (мир вещи в себе, Ding an sich). Этот собственно Кантовский идеализм называется критическим; дальнейшее его развитие породило три новых вида трансцендентального идеализма:
- субъективный идеализм Фихте
- объективный идеализм Шеллинга
- абсолютный идеализм Гегеля

Основное различие между этими четырьмя (включая идеализм Канта) видами трансцендентального идеализма может выясниться по отношению к главному вопросу о реальности внешнего мира. По Канту, этот мир не только существует, но и обладает полнотою содержания, которое, однако, по необходимости остается для нас неведомым. У Фихте внешняя реальность превращается в бессознательную границу, толкающую трансцендентальный субъект, или я к постепенному созиданию своего, вполне идеального, мира. У Шеллинга эта внешняя граница вбирается внутрь или понимается как темная первооснова (Urgrund и Ungrund) в самой творческой субстанции, которая не есть ни субъект, ни объект, а тождество обоих. Наконец, у Гегеля упраздняется последний остаток внешней реальности, и всемирный процесс, вне которого нет ничего, понимается как безусловно имманентное диалектическое самораскрытие абсолютной идеи. Общее суждение о философском идеализме, сказавшем свое последнее слово в гегельянстве, может ограничиться указанием, что противоречие между идеальным и реальным, между внутренним и внешним, мышлением и бытием и т. д. упразднено здесь односторонне, в сфере чистого мышления, то есть все примирено только в отвлеченной мысли, а не на деле. Эта непреложная граница философского идеализма есть, впрочем, граница самой философии, которая в гегелевской системе напрасно хотела стать на место всего. Для действительного оправдания идеализма до́лжно обратиться к деятельному, практическому осуществлению абсолютной идеи, то есть истины, в человеческой и мировой жизни.

## Комментарии
1. ↑  В каких именно системах?